# ピアノソナタ (シベリウス)
ピアノソナタ ヘ長調 作品12は、ジャン・シベリウスが1893年に作曲したピアノソナタ。

## 概要
初演は1895年4月17日、ヘルシンキにおいてオスカル・メリカントによって行われた。フィンランドの作曲家であるイルマリ・ハンニカイネンは次のように評している。「ヘ長調のピアノソナタ（中略）見事な作品である。新鮮で清々しく、生命に満ちている。（中略）このソナタの管弦楽的な音色（左手のトレモロ）について言及されるのを幾度か耳にしたことがある（中略）ソナタにはシベリウス流のピアノ様式がまさに正真正銘の形で示されていると考えている。トレモロがそこにあることへの疑問はない。そう見えるものはすべて本当に8分音符や16分音符で弾かねばならないが、その方法は、言うなれば、ベートーヴェンのピアノソナタの方法である。（中略）それがうまくなされて入念に準備されたとき - そして演奏されたとき - に、ヘ長調ソナタは真のヴィルトゥオーゾ作品となるのである。」

## 演奏時間
約18分半。

## 楽曲構成

### 第1楽章
Allegro molto 4/4拍子 ヘ長調
ソナタ形式。序奏はなく、冒頭からトレモロの上に勢いよく第1主題が奏でられる（譜例１）。この伴奏型は同じ音を保持する管弦楽と同じ音の扱いであるが、ピアノの名手であれば避けるであろう語法上の欠点ともみなし得る。
譜例１
簡単な推移を経て第2主題がハ長調で提示される（譜例2）。
譜例2
低音のトレモロに乗ったアルペッジョがクライマックスを導き、やがて静まって提示部を終了する。展開部には後年の交響曲を予感させるようなパッセージが見られる。展開部の前半は第1主題と第2主題が入れ替わりつつ扱われて活発に進められる。対照的に後半は静けさを保ち、ユニゾンの走句から勢いよく再現部へ突入する。再現部は定石通りの作りとなっており、第1主題をヘ長調、第2主題をヘ短調で再現する。最後はヘ長調へと戻って譜例1を回想しながら堂々と閉じられる。

### 第2楽章
Andantino 2/4拍子 変ロ短調
本楽章は緩徐楽章とスケルツォ楽章をひとつに合わせたものと考えることができる。シンコペーションの伴奏リズムに乗り、落ち着いた旋律が静かに奏でられる（譜例3）。
譜例3
突如フリギア旋法でプレストの楽想が挿入され、それまでの部分と著しい対照を生み出す（譜例4）。
譜例4
間を置かず譜例3の再現となるが、ここでは左手は一貫して32分音符によるアルペッジョの伴奏音型をとる。クライマックスを迎えて頂点にフェルマータが置かれると、たちまち譜例4の再現となる。曲は譜例3の三現へと進むが今度は伴奏的音型を使用せず、和音を重ねながら静かに進められてそのまま静寂の中に終結する。

### 第3楽章
Vivacissimo 2/4拍子 ヘ長調
交響詩『エン・サガ』等にみられるような同時期の作曲者特有の推進力に富む楽章。管弦楽のペダル・ノートを思わせるような伴奏パターンの上に、譜例5の軽快な旋律が奏でられていく。
譜例5
途中にイ短調のエピソードを挟んで譜例5が静まっていくと、拍子を4/4に変更して変ロ長調の新しい主題が出される（譜例6）。
譜例6
2/4拍子に戻して嬰ト短調で先ほどのエピソードが入り主調での譜例5の再現を導く。トレモロを伴って進む譜例5はやがて譜例6の再現に繋がり、この主題が2オクターヴを超えるアルペッジョを伴ってヘ長調にて堂々と再現される。コーダに入ると次第に速度を上げ、最後はユニゾンの分散和音が一気に駆け下りて勢いよく全曲を締めくくる。